# Katrin Göring-Eckardt

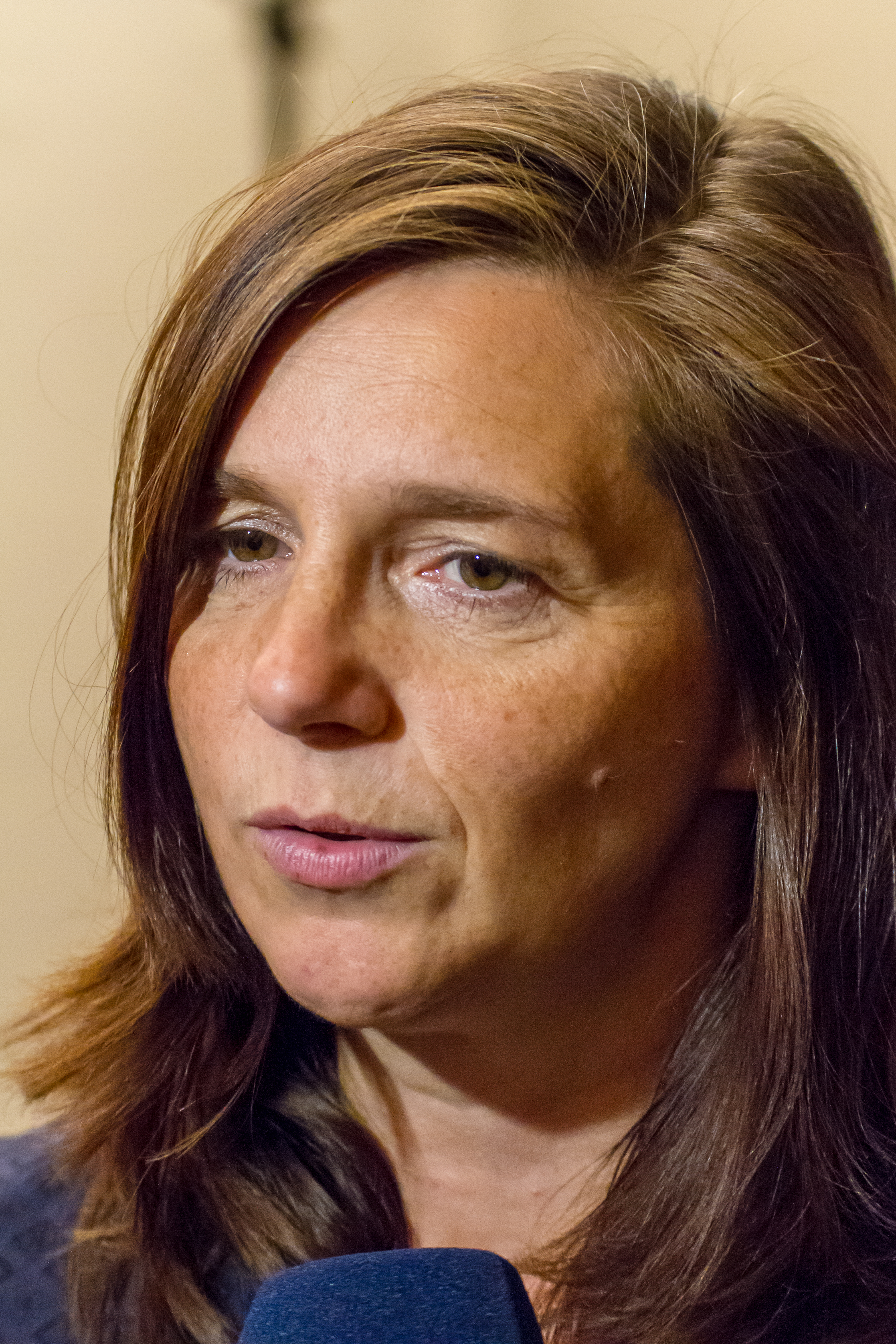
Katrin Göring-Eckardt (2014)

Katrin Göring-Eckardt (Friedrichroda, 3 de mayo de 1966) es una política alemana. Es miembro de Alianza 90/Los Verdes en el Bundestag desde 1998.
Nacida en Friedrichroda (en Turingia) como Katrin Dagmar Eckardt[cita requerida], comenzó su actividad política en la República Democrática Alemana (RDA) a finales de la década de 1980. Se convirtió en presidenta de la dirección de su partido en el Bundestag (2002-2005) y desde el 18 de octubre de 2005 hasta el 22 de octubre de 2013 fue vicepresidenta del Bundestag. Además, desde 2009 hasta 2013 fue la presidenta del sínodo de la Iglesia Evangélica de Alemania.